# ITF Petingen
Das ITF Petingen (offiziell: Kyotec Open) ist ein Tennisturnier der ITF Women’s World Tennis Tour, das in Petingen früher auf Sandplatz ausgetragen wurde und seit 2014 als Hallenturnier auf Hartplatz stattfindet. Veranstalter ist der Tennis Club Pétange.
In den Jahren 2012 und 2013 fand kein Damenturnier statt, dafür gab es aber mit dem ATP Challenger Petingen ein Herrenturnier.

## Siegerliste

### Einzel
| Jahr                                  | Kategorie                                                | Siegerin                                                 | Finalgegnerin                                            | Ergebnis                                                 |
| ------------------------------------- | -------------------------------------------------------- | -------------------------------------------------------- | -------------------------------------------------------- | -------------------------------------------------------- |
| 2001                                  | $10.000                                                  | Nicole Seitenbecher                                      | Ilona Poljakova                                          | 6:2, 3:6, 6:2                                            |
| 2002                                  | $10.000                                                  | Kirsten Flipkens                                         | Tanja Hirschauer                                         | 4:6, 6:2, 6:1                                            |
| 2003                                  | $10.000                                                  | Angelika Bachmann                                        | Bianka Lamade                                            | 6:4, 7:65                                                |
| 2004                                  | $25.000                                                  | Stanislava Hrozenská                                     | Chanelle Scheepers                                       | 6:710, 6:1, 6:4                                          |
| 2005                                  | $50.000                                                  | Wiktoryja Asaranka                                       | Wiktorija Kutusowa                                       | 6:4, 6:2                                                 |
| 2006                                  | $50.000                                                  | Julija Bejhelsymer                                       | Kirsten Flipkens                                         | 5:7, 7:66, 6:4                                           |
| 2007                                  | $75.000                                                  | Pauline Parmentier                                       | Martina Müller                                           | 6:1, 6:4                                                 |
| 2008                                  | $75.000                                                  | Mathilde Johansson                                       | Renata Voráčová                                          | 2:6, 7:5, 7:5                                            |
| 2009                                  | $75.000                                                  | Arantxa Parra Santonja                                   | Jekaterina Bytschkowa                                    | 6:3, 6:2                                                 |
| 2010                                  | $100.000                                                 | Mathilde Johansson                                       | Monica Niculescu                                         | 6:3, 6:3                                                 |
| 2011                                  | $100.000                                                 | Mathilde Johansson                                       | Petra Cetkovská                                          | 7:5, 6:3                                                 |
| 2012 und 2013 fand kein Turnier statt |                                                          |                                                          |                                                          |                                                          |
| 2014                                  | $10.000                                                  | Lu Jiajing                                               | Michaela Hončová                                         | 6:1, Aufgabe                                             |
| 2015                                  | $15.000                                                  | Greet Minnen                                             | Michaela Hončová                                         | 6:0, 3:6, 6:3                                            |
| 2016                                  | $10.000                                                  | Elixane Lechemia                                         | Magali Kempen                                            | 6:3, 6:0                                                 |
| 2017                                  | $15.000                                                  | Swjatlana Piraschenka                                    | Chayenne Ewijk                                           | 6:2, 4:6, 6:0                                            |
| 2018                                  | $25.000                                                  | Mandy Minella                                            | Helene Scholsen                                          | 6:2, 6:1                                                 |
| 2019                                  | W25                                                      | Arantxa Rus                                              | Laura-Ioana Paar                                         | 6:3, 3:6, 6:3                                            |
| 2020                                  | Aufgrund der COVID-19-Pandemie in Luxemburg ausgefallen. | Aufgrund der COVID-19-Pandemie in Luxemburg ausgefallen. | Aufgrund der COVID-19-Pandemie in Luxemburg ausgefallen. | Aufgrund der COVID-19-Pandemie in Luxemburg ausgefallen. |
| 2021                                  | W25                                                      | Océane Dodin                                             | Anna Kubarewa                                            | 6:3, 6:1                                                 |
| 2022                                  | W25                                                      | Mona Barthel                                             | Darija Snihur                                            | 7:62, 6:2                                                |
| 2023                                  | W40                                                      | Océane Dodin                                             | Alexandra Eala                                           | 6:1, 7:5                                                 |
| 2024                                  | W75                                                      | Céline Naef                                              | Océane Dodin                                             | 6:2, 6:4                                                 |

### Doppel
| Jahr                                  | Siegerinnen                                              | Finalgegnerinnen                                         | Ergebnis                                                 |                                                          |
| ------------------------------------- | -------------------------------------------------------- | -------------------------------------------------------- | -------------------------------------------------------- | -------------------------------------------------------- |
| 2001                                  | $10.000                                                  | Elke Clijsters Jasilyn Hewitt                            | Natalia Dziamidzenka Kika Hogendoorn                     | 6:1, 6:3                                                 |
| 2002                                  | $10.000                                                  | Zuzana Černá Iveta Gerlová                               | Dominika Diešková Lenka Tvarosková                       | 1:6, 6:1, 6:3                                            |
| 2003                                  | $10.000                                                  | Iveta Gerlová Andrea Masaryková                          | Bianka Lamade Nicole Ludwig                              | 6:2, 5:7, 7:61                                           |
| 2004                                  | $25.000                                                  | Eva Fislová Stanislava Hrozenská                         | Evie Dominikovic Gulnara Fattachetdinowa                 | 6:4, 6:3                                                 |
| 2005                                  | $50.000                                                  | Julija Bejhelsymer Sandra Klösel                         | Claire Curran Kim Kilsdonk                               | 6:4, 6:0                                                 |
| 2006                                  | $50.000                                                  | Erica Krauth Frederica Piedade                           | Claudine Schaul Lina Stančiūtė                           | 6:3, 6:3                                                 |
| 2007                                  | $75.000                                                  | Carla Suárez Navarro Nastassja Jakimawa                  | Martina Müller Claudine Schaul                           | 6:74, 6:1, 7:61                                          |
| 2008                                  | $75.000                                                  | Corinna Dentoni Anastassija Piwowarowa                   | Stéphanie Foretz İpek Şenoğlu                            | 6:4, 6:1                                                 |
| 2009                                  | $75.000                                                  | Stéphanie Cohen-Aloro Selima Sfar                        | Darija Jurak Kathrin Wörle                               | 6:2, 3:6, [10:7]                                         |
| 2010                                  | $100.000                                                 | Sharon Fichman Monica Niculescu                          | Sophie Lefèvre Laura Thorpe                              | 6:4, 6:2                                                 |
| 2011                                  | $100.000                                                 | Johanna Larsson Jasmin Wöhr                              | Kristina Barrois Anna-Lena Grönefeld                     | 7:62, 6:4                                                |
| 2012 und 2013 fand kein Turnier statt |                                                          |                                                          |                                                          |                                                          |
| 2014                                  | $10.000                                                  | Elyne Boeykens Kelly Versteeg                            | Michaela Hončová Nora Niedmers                           | 7:62, 6:1                                                |
| 2015                                  | $15.000                                                  | Michaela Boev Hristina Dishkova                          | Manon Arcangioli Harriet Dart                            | 6:2, 6:3                                                 |
| 2016                                  | $10.000                                                  | Chayenne Ewijk Rosalie van der Hoek                      | Justyna Jegiołka Magalie Kempen                          | 7:66, 6:3                                                |
| 2017                                  | $15.000                                                  | Chayenne Ewijk Rosalie van der Hoek                      | Priscilla Heise Deborah Kerfs                            | 6:2, 4:6, [10:8]                                         |
| 2018                                  | $25.000                                                  | Anastassija Pribylowa Nina Stojanović                    | Katarzyna Piter Chantal Škamlová                         | 2:6, 6:2, [10:8]                                         |
| 2019                                  | W25                                                      | Laura-Ioana Paar Julia Wachaczyk                         | Katarzyna Piter Arantxa Rus                              | 7:611, 1:6, [11:9]                                       |
| 2020                                  | Aufgrund der COVID-19-Pandemie in Luxemburg ausgefallen. | Aufgrund der COVID-19-Pandemie in Luxemburg ausgefallen. | Aufgrund der COVID-19-Pandemie in Luxemburg ausgefallen. | Aufgrund der COVID-19-Pandemie in Luxemburg ausgefallen. |
| 2021                                  | W25                                                      | Xenia Knoll Joanne Zuger                                 | Julie Belgraver Lucie Nguyen Tan                         | 6:3, 6:3                                                 |
| 2022                                  | W25                                                      | Magali Kempen Xenia Knoll                                | Bibiane Schoofs Rosalie van der Hoek                     | 6:0, 6:4                                                 |
| 2023                                  | W40                                                      | Alicia Barnett Samantha Murray Sharan                    | Ali Collins Isabelle Haverlag                            | 6:74, 6:1, [10:6]                                        |
| 2024                                  | W75                                                      | Lian Tran Alewtina Ibragimowa                            | Jesika Malečková Miriam Škoch                            | 1:6, 6:2, [11:9]                                         |